# Parafia św. Izydora w Ruskowie
Parafia pw. Świętego Izydora w Ruskowie – parafia rzymskokatolicka, należąca do dekanatu Sarnaki, diecezji drohiczyńskiej, metropolii białostockiej. 

## Zasięg parafii
Do parafii należą wierni z następujących miejscowości:  Czuchów, Czuchów-Pieńki, Drażniew, Hruszew, Mężenin, Mężenin-Kolonia, Michałów, Ruda, Rusków, Tokary, Zaborze.